# Epsilon Equulei
Epsilon Equulei (1 Equulei) é uma estrela binária na direção da constelação de Equuleus. Possui uma ascensão reta de 20h 59m 04.54s e uma declinação de +04° 17′ 37.8″. Sua magnitude aparente é igual a 5.30. Considerando sua distância de 197 anos-luz em relação à Terra, sua magnitude absoluta é igual a 1.40. Pertence à classe espectral F5III.... É um sistema binário espetroscópico.